# جان سیجویک
جان سیجویک (۱۳ سپتامبر ۱۸۱۳ – ۹ مه ۱۸۶۴) یک آموزگار، افسر نظامی و یک فرمانده اتحادیه ارتش در طول جنگ‌های داخلی آمریکا بود.